# Trenčín
Trenčin (slovaško Trenčín) je mesto na zahodu Slovaške v osrednji dolini reke Váh blizu meje s Češko in približno 120 km od Bratislave. Ima več kot 55.000 prebivalcev. Je osma največja občina v državi in sedež Trenčinske regije in Trenčinskega okraja. Na skali nad mestom je mogočen srednjeveški grad.

## Imena in etimologija
Trenčín je bil prvič omenjen okoli leta 150 na Ptolemajevem zemljevidu sveta z grškim imenom Λευκάριστος (Leukaristos). Med markomanskimi vojnami Rimskega cesarstva z germanskimi Kvadi so Rimljani na skali pod sedanjim gradom leta 179 vklesali napis, v katerem je Trenčin omenjen kot Laugaricio. Dolgo časa se je štel za najsevernejšo točko v  Srednji Evropi, do katere so prodrli Rimljani. Prvi omembi mesta v srednjem veku sta iz leta 1111, v kateri se imenuje  Treinchen, in 1113, v kateri je omenjen s privevnikom trenčinski (Trenciniensis). Ime verjetno izhaja iz osebnega imena Trnka/Trenka, ki v slovaščini pomeni črni trn. V nemškem, madžarskem in poljskem jeziku se je mesto imenovalo Trentschin, Trencsén oziroma Trenczyn.

## Zgodovina
Najdišče Trenčin je bilo naseljeno že v davnini. Grad Trenčin, tipičen srednjeveški utrjen grad, se nahaja na visoki skali nad mestom. Trenčin je najbolj znan po rimskem napisu na skali pod gradom iz leta 179 n. št. iz obdobja markomanskih vojn, niza vojn med Rimskim cesarstvom ter germanskimi Kvadi in Markomani. Poveljnik rimskih legij je bil Marcus Valerius Maximianus, rimski vojskovodja in senator, rojen v tedanji Poetovioni (zdajšnji Ptuj), ime katerega je tudi omenjeno na napisu. Rimljani so ga imenovali Laugaricio in je bil dolgo časa najsevernejši znani kraj prisotnosti rimskih vojakov v Srednji Evropi. Kasnejše najdbe so pokazale, da so bili najsevernejši  kraji rimska utrdba pri Mušovu in pohodni taborišči pri Olomoucu in Hulinu.
Trenčin je eno od mest, ki bi lahko bilo središče Samove plemenske zveze v 7. stoletju. Grad Vogast (Wogastisburg) je bil verjetno nekje ob reki Vah (Vogas) in prizorišče odločilne bitke  med Slovani in Franki leta  631.
Trenčinski grad je bil zgrajen verjetno v velikomoravskem obdobju (833-zgodnje 10. stoletje). Na začetku 11. stoletja je v regiji vladal poljski kralj Boleslav I. Hrabri. Leta 1017 je regijo osvojil ogrski kralj Štefan I. Pod ogrsko oblastjo je ostala do leta 1918.  Proti koncu 11. stoletja je grad postal sedež uprave Trenčinske grofije Ogrskega kraljestva. Kamnit grad je bil eden od nekaj gradov, ki so vzdržali katastrofalno invazijo Mongolov leta 1241. Leta 1263 je prišel Trenčin v posest kraljevega mečenosca Jakoba Csesznekyja. Leta 1302 je kralj Venčeslav I. grad vzel bratom Cseszneky, ker so podpirali rivalskega kralja Karla Roberta, in ga poklonil Matiji III. Csáku. Od leta 1302 do 1321 je bil grad sedež vplivnega magnata Matije Csáka, ki je vladal v večini sedanje Slovaške.  Csák je izpodbijal avtoriteto kralja Karla Roberta, vzdrževal velik dvor in vodil svojo zunanjo politiko. Leta 1335 je bil v mestu podpisan Trenčinski sporazum med Češko, Ogrsko in Poljsko.
V srednjem veku je Trenčin dobil več privilegijev. Leta 1324 so bili meščani oproščeni plačevanja taks, leta 1412 pa je mesto od kralja Sigismunda dobilo status svobodnega kraljevega mesta. V naslednjih desetletjih so se začele dogajati katastrofe in vojne, ki so trajale do konca 18. stoletja. Med konflikti med Habsburžani in pristaši rivalskega kralja Ivana Zapolje je mesto leta 1528 zasedla cesarska vojska. V 17. stoletju je mesto ogrožalo Osmansko cesarstvo, vendar mesta ni osvojijo. Mesto je v tem času trpelo tudi zaradi krucev, upornikov proti Habsburškemu cesarstvu. 3. avgusta 1707 se je blizu mesta dogajala bitka pri Trenčinu med ogrskimi kruci in habsburško cesarsko vojsko, ki je v bitki zmagala. Bitka je bila del Rákóczijeve osemletne vojne za neodvisnost Ogrske. Dve leti kasneje je kuga umorila 1.600 meščanov. Leta 1790 je mesto in grad uničil požar, po katerem je grad ostal v ruševinah.
V 19. stoletju je bila zgrajena železniška proga od Bratislave do Žiline in Trenčin je začel cveteti. Ustanovljena so bila nova podjetja, predvsem v tekstilni, prehrambeni in strojni industriji. Mesto je postalo središče regije Spodnje Považje. 
Leta 1867 je bil Trenčín degradiran iz "svobodnega kraljevega mesta" v "mesto z občinsko vlado" in prišel pod neposredni nadzor načelnika okrožja Trenčín.
Trenčín je znova cvetel v obdobju prve Češkoslovaške republike in bil v Slovaški  republiki od leta 1940 in 1945 glavno mesto okrožja Trenčín.
Kmalu po začetku slovaške narodne vstaje med drugo svetovno vojno je Trenčin okupirala nacistična Nemčija in v mestu ustanovila glavni štab Državne varnosti (Sicherheitsdienst) in Gestapa. Trenčin je 10. aprila 1945 osvobodila sovjetska in romunska vojska
Leta 1990 se je začelo obnavljati zgodovinsko središče mesta. Od leta 1996 je mesto središče Trenčinske regije in Trenčinskega okraja. Grad in rimski napis sta postala glavni mestni turistični zanimivosti.

## Geografija
Trenčin leži v Trenčinski kotlini v severozahodni Slovaški na madmorski višini 
262 metrov. Njegova površina meri 82 kvadratnih kilometrov. Obdajajo ga Strážovske gore, Považský Inovec in Beli Karpati. Slednji so zaščiteno območje. Skozi mesto teče v smeri sever-jug reka   Váh.

### Podnebje
Trenčín je v severni temperaturni coni in ima celinsko podnebje s prepoznavnimi štirimi letnimi časi. Za njegovo podnebje so značilna vroča poletja im mrzle snežene zime.
| Podnebni podatki za Trenčín     | Podnebni podatki za Trenčín | Podnebni podatki za Trenčín | Podnebni podatki za Trenčín | Podnebni podatki za Trenčín | Podnebni podatki za Trenčín | Podnebni podatki za Trenčín | Podnebni podatki za Trenčín | Podnebni podatki za Trenčín | Podnebni podatki za Trenčín | Podnebni podatki za Trenčín | Podnebni podatki za Trenčín | Podnebni podatki za Trenčín | Podnebni podatki za Trenčín |
| Mesec                           | Jan                         | Feb                         | Mar                         | Apr                         | Maj                         | Jun                         | Jul                         | Avg                         | Sep                         | Okt                         | Nov                         | Dec                         | Letno                       |
| ------------------------------- | --------------------------- | --------------------------- | --------------------------- | --------------------------- | --------------------------- | --------------------------- | --------------------------- | --------------------------- | --------------------------- | --------------------------- | --------------------------- | --------------------------- | --------------------------- |
| Povprečna visoka temperatura °C | 2                           | 4                           | 10                          | 16                          | 21                          | 24                          | 26                          | 26                          | 21                          | 15                          | 7                           | 3                           | 15                          |
| Povprečna nizka temperatura °C  | −4                          | −3                          | 0                           | 4                           | 9                           | 12                          | 14                          | 14                          | 10                          | 6                           | 2                           | −2                          | 5                           |
| Povprečna količina padavin cm   | 1.78                        | 2.11                        | 2.15                        | 3.15                        | 3.83                        | 4.90                        | 4.83                        | 3.53                        | 4.05                        | 2.89                        | 3.09                        | 2.85                        | 39.16                       |
| Vir: MSN Weather                |                             |                             |                             |                             |                             |                             |                             |                             |                             |                             |                             |                             |                             |

### Demografija
| Leto          | 1994   | 2004    | 2014    | 2024    |
| ------------- | ------ | ------- | ------- | ------- |
| Število ljudi | 58.347 | 56.850  | 55.857  | 54.130  |
| Razlika       |        | −2,56 % | −1,74 % | −3,09 % |

| Leto          | 2023   | 2024    |
| ------------- | ------ | ------- |
| Število ljudi | 54.065 | 54.130  |
| Razlika       |        | +0,12 % |

## Turistične zanimivosti
Nad mestom dominira Trenčinski grad, tretji največji na Slovaškem. Grad je razdeljen na spodnji in gornji grad in je močno utrjen. V gornjem gradu je srednjeveški stolp, obdan z več zgradbami. Pod gradom je ob grajskem hribu stara farna cerkev. dostopna po pokritem stopnišču. V starem delu mesta je glavni trg z veliko baročno cerkvijo, več trgovinami in mestnim stolpom. V trenčinski sinagogi,  zgrajeni leta 1913, je zdaj kulturni center za razstave in koncerte. V Trenčinu se organizira Pohoda, najbolj obiskan glasbeni festival na Slovaškem, ki se od leta 2004 dogaja na Trenčinskem letališču.

## Šport
Trenčin ima nogometni klub AS Trenčin, ki trenutno igra prvi slovaški ligi, in hokejski klub Dukla Trenčín, ki igra v slovaški super ligi. V mestu je bilo rojenih več hokejistov, ki igrajo v ameriških profesionalnih klubih. 
Leta 2017 je bil v mestu festival neolimpijskih športov

### Stanleyev pokal
Stanleyev pokal, najbolj cenjen ameriški profesionalni pokal v hokeju na ledu, je bil od leta 2008 in 2015 šestkrat pripeljan v Trenčín.

## Izobraževanje
V Trenčinu je devet javnih, ena verska in ena zasebna osnovna šola, trinajst srednjih šol, Univerza  Aleksandra Dubčeka in zasebna Akademija za menedžment.

## Gospodarstvo
Mesto ima predvsem strojno industrijo. V preteklosti je bilo znano tudi po tekstilni industriji, ki je v 90. letih dvajsetega stoletja propadla.

## Pobratena mesta
Trenčín je pobraten z:
- Cran-Gevrier, Francija
- Zlín, Češka
- Tarnóv, Poljska
- Casalecchio di Reno, Italija
- Békéscsaba, Madžarska
- Kragujevac, Srbija